# Jiří Hanuš
Jiří Hanuš (ur. 22 sierpnia 1963 w Brnie) – czeski historyk. Zajmuje się historią kulturową i religijną Europy w XIX i XX w.
W latach 1981–1987 studiował bohemistykę i historię na Uniwersytecie J.E. Purkyniego w Brnie; następnie kontynuował kształcenie w dziedzinie historii Czech i Słowacji (1992–1996). W 2005 roku uzyskał habilitację, a w 2010 roku został mianowany profesorem.
W 2019 roku objął funkcję prorektora Uniwersytetu Masaryka.